# ميرفين داي
ميرفين داي (بالإنجليزية: Mervyn Day) (26 يونيو 1955 تشيلمسفورد المملكة المتحدة - ) هو لاعب كرة قدم بريطاني يلعب كحارس مرمى.

## روابط خارجية
- ميرفين داي على موقع قاعدة بيانات كرة القدم.إي يو (الإنجليزية)
- ميرفين داي على موقع Soccerbase.com (مدرب) (الإنجليزية)
- ميرفين داي على موقع عالم كرة القدم.نت (الإنجليزية)